# Temesvár-Északi pályaudvar
Temesvár-Északi pályaudvar (korábban Józsefvárosi pályaudvar, románul: Gara de Nord) Temesvár fő vasútállomása. A város nyugati részén, Józsefvárosban található.

## Történelem
Temesvár országos vasúthálózatba történő bekapcsolását 1856-ban kezdték meg Szeged felől. Két irányból építették a pályát; az építőanyagok már elkészült pályaszakaszon történő szállításához a mozdonyokat és kocsikat hajón szállították ide a Dunán, Tiszán és Bégán. A Szeged–Oroszlámos–Nagykikinda–Zsombolya vonalon 1857. november 15-én érkezett meg az első menetrend szerinti vonat a Józsefvárosi pályaudvarra, melynek első felvételi épülete is ebben az évben épült. Kezdetben napi két pár vonat közlekedett Bécs és Temesvár között, Pest érintésével. 1858-ban kiépült a Temesvár–Versec–Fehértemplom–Báziás vonal is, ez azonban – a tervezett szerbiai kapcsolat meghiúsulása miatt – nem vált jelentőssé, és csak a Temesvár–Karánsebes–Orsova–Bukarest vonallal kapcsolódott be a város a nemzetközi forgalomba. A századforduló utánra ugyanakkor Temesvár jelentős vasúti csomóponttá fejlődött, mellyel csak Budapest és Pozsony versenyezhetett.

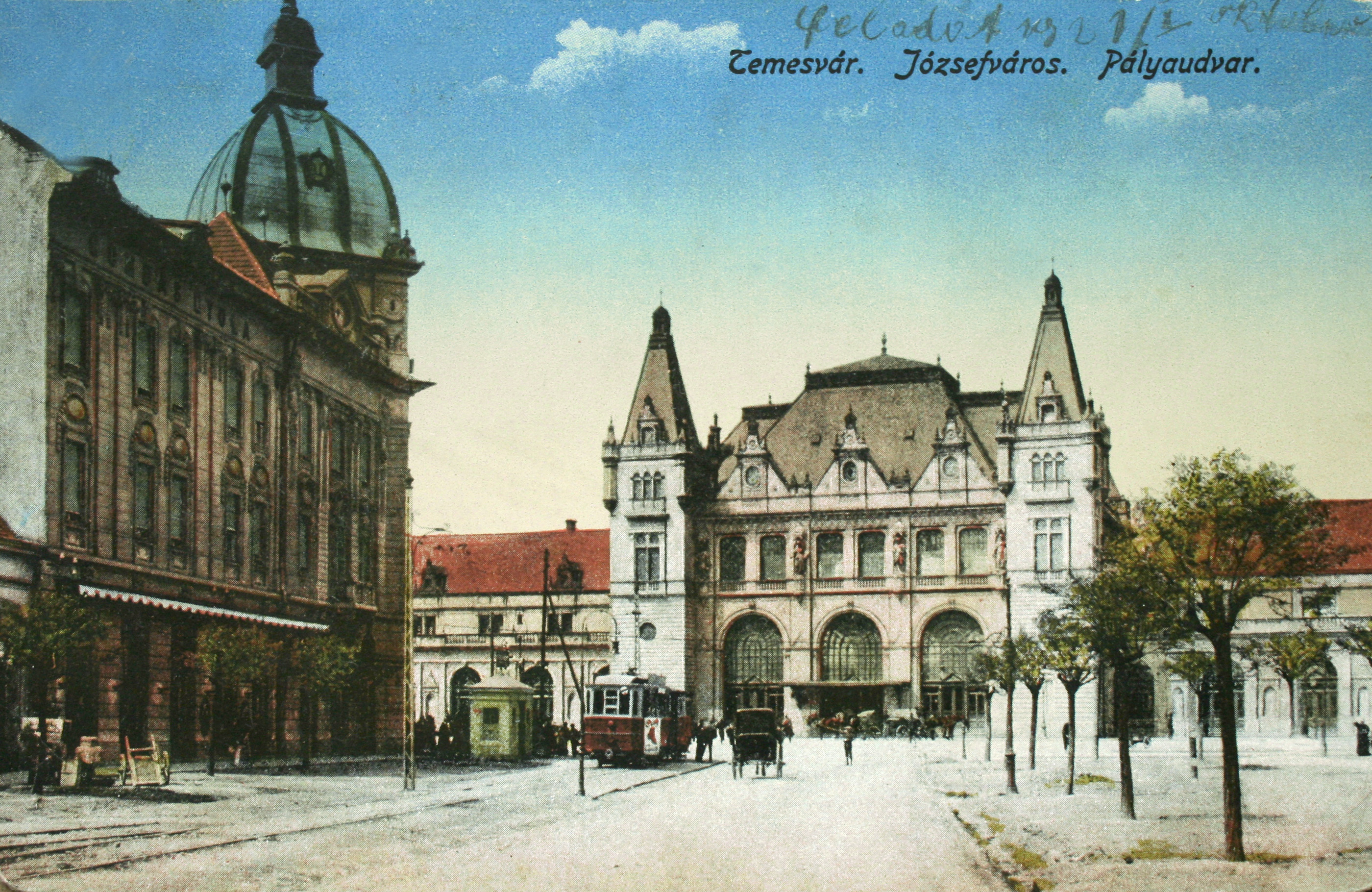
A Józsefvárosi pályaudvar 1917-ben

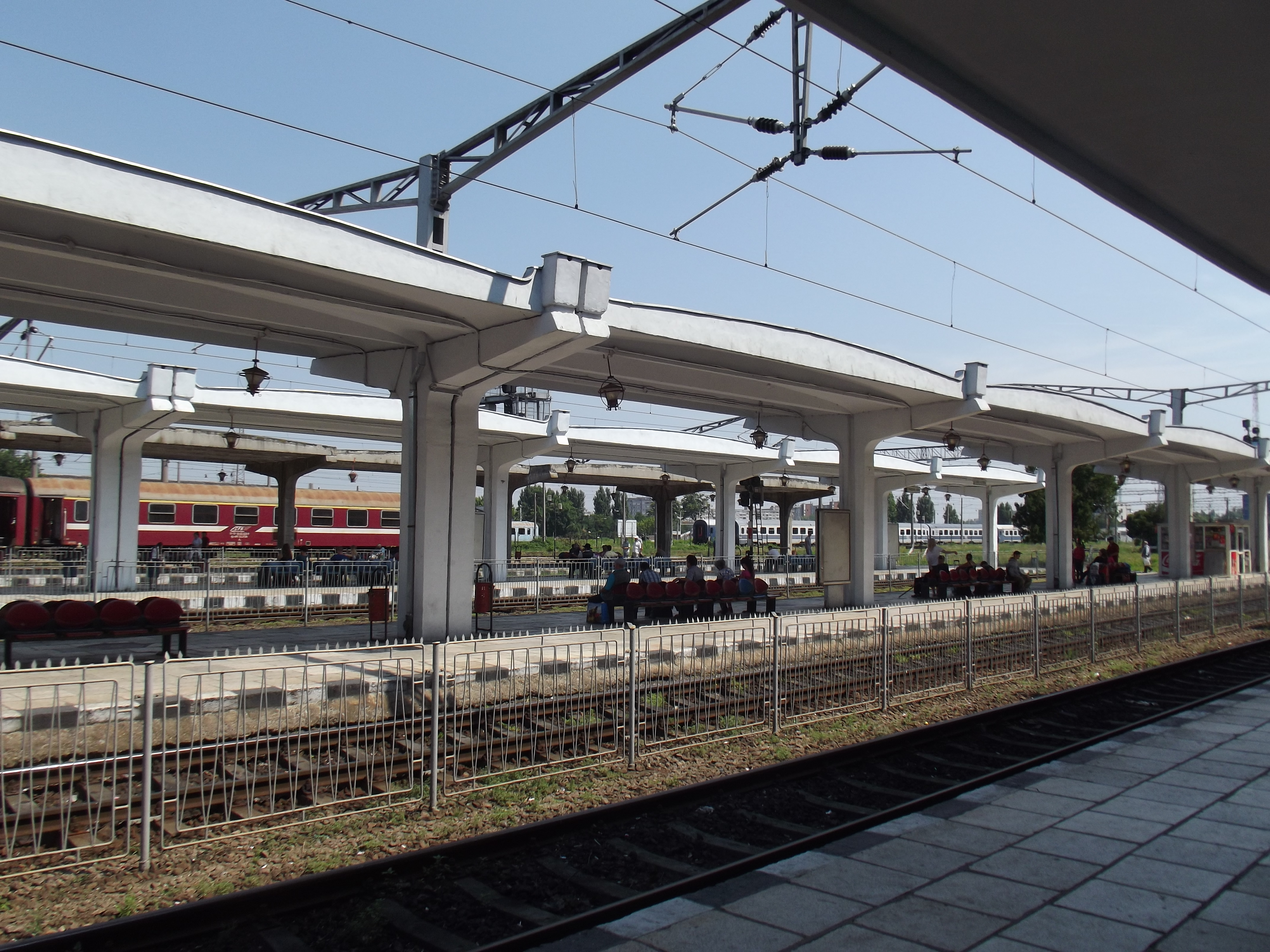
Állomási peron és vágányok

1897-ben új, díszes, kéttornyos állomásépületet emeltek Speidl Félix budapesti műegyetemi tanár tervei alapján, az Orient expresszhez illeszkedő francia neoreneszánsz stílusban. Négy homlokzati szobra közül kettőt Lantay Lajos készített.
Az orsovai vonalat 1902-ben, a báziásit 1932-ben új nyomvonalra helyezték, hogy ne akadályozzák a város fejlődését.
Az állomásépületet 1944. július 3-án az amerikai légierő lebombázta. Később felépült a mai, jellegtelen épülettömb.

### Rekonstrukciók és fejlesztések az uniós csatlakozás után
2022 szeptemberében a CFR Infrastructură két szakaszra osztva odaítélte a Temesvár–Arad-vasútvonal korszerűsítés kivitelezési munkáit. A második szakasz a Temesvár-Keleti pályaudvar (Timișoara Est) és a Ronaț Triaj teherpályaudvar közötti, 13,86 kilométeres szakaszra terjed ki. Itt kétvágányúsítják a pályát, és hét állomást, köztük Temesvár-Északi pályaudvart korszerűsítik. Ezt a kivitelező konzorcium 295 millió euróért végzi el. A projektet az Európai Unió támogatásával, a Nemzeti Helyreállítási és Ellenállási Terv (PNRR) keretében finanszírozzák.

## Vasútvonalak
- 217 (213) Temesvár–Máriaradna-vasútvonal(wd)
- (217) Temesvár–Nyerő-vasútvonal
- (218) Temesvár–Nagycsanád-vasútvonal(wd)
- 218 (310) Temesvár–Arad-vasútvonal
- 900-as vasúti fővonal: Bukarest-Északi pályaudvar–Karánsebes–Lugos–Temesvár[3]
- (918) Temesvár–Buziásfürdő–Lugos-vasútvonal(wd)
- (919) Temesvár–Zsombolya–Nagykikinda-vasútvonal(wd)
- (922) Temesvár–Alsósztamora-Temesmóra-vasútvonal
- (926) Temesvár–Torontálkeresztes-vasútvonal